# Pterocryptis anomala
Pterocryptis anomala es una especie de peces de la familia Siluridae en el orden de los Siluriformes.

## Morfología
• Los machos pueden llegar alcanzar los 17,1 cm de longitud total.

## Distribución geográfica
Se encuentra en la China.